# إميل بيتكوف
إميل بيتكوف هو لاعب كرة قدم بلغاري في مركز الوسط، ولد في 16 يونيو 1980 في صوفيا في بلغاريا. لعب مع OFC Nesebar ‏.

## وصلات خارجية
- إميل بيتكوف على موقع قاعدة بيانات كرة القدم.إي يو (الإنجليزية)